# Orange Blossom
Pour les articles homonymes, voir Blossom.
Orange Blossom est un groupe français, originaire de Nantes. Leur style musical mélangeant diverses origines se situe entre la musique électronique et les musiques du monde (d'influences arabe et occidentale).

## Biographie

### Rencontre et premières compositions
Orange Blossom – dont le nom est tiré du morceau Orange Blossom Special (1961) du groupe suédois The Spotnicks – est le fruit de la rencontre musicale, en 1993, de Pierre-Jean Chabot (violon et basse), Jean-Christophe Waechter alias Jay C. (chant, guitare et orgue), et Éric Le Brun (guitare et orgue). Ils enregistrent des cassettes audio, donnent des concerts, et participent en 1994 au baptême rock de la MJC de Rezé. Le groupe se stabilise en 1995 avec l'arrivée de Carlos Robles Arenas – Mexicain d'origine, ayant vécu sur différents continents avant de venir s'installer à Nantes – à la batterie et au djembé (il s'occupe également des samples), puis le départ d'Éric.
Les influences musicales revendiquées – trip hop, rock progressif, musique arabe et musiques du monde – par le groupe sont alors Joy Division, Transglobal Underground, Tricky, Minimal Compact et Tindersticks,,.

### Deux albums remarqués

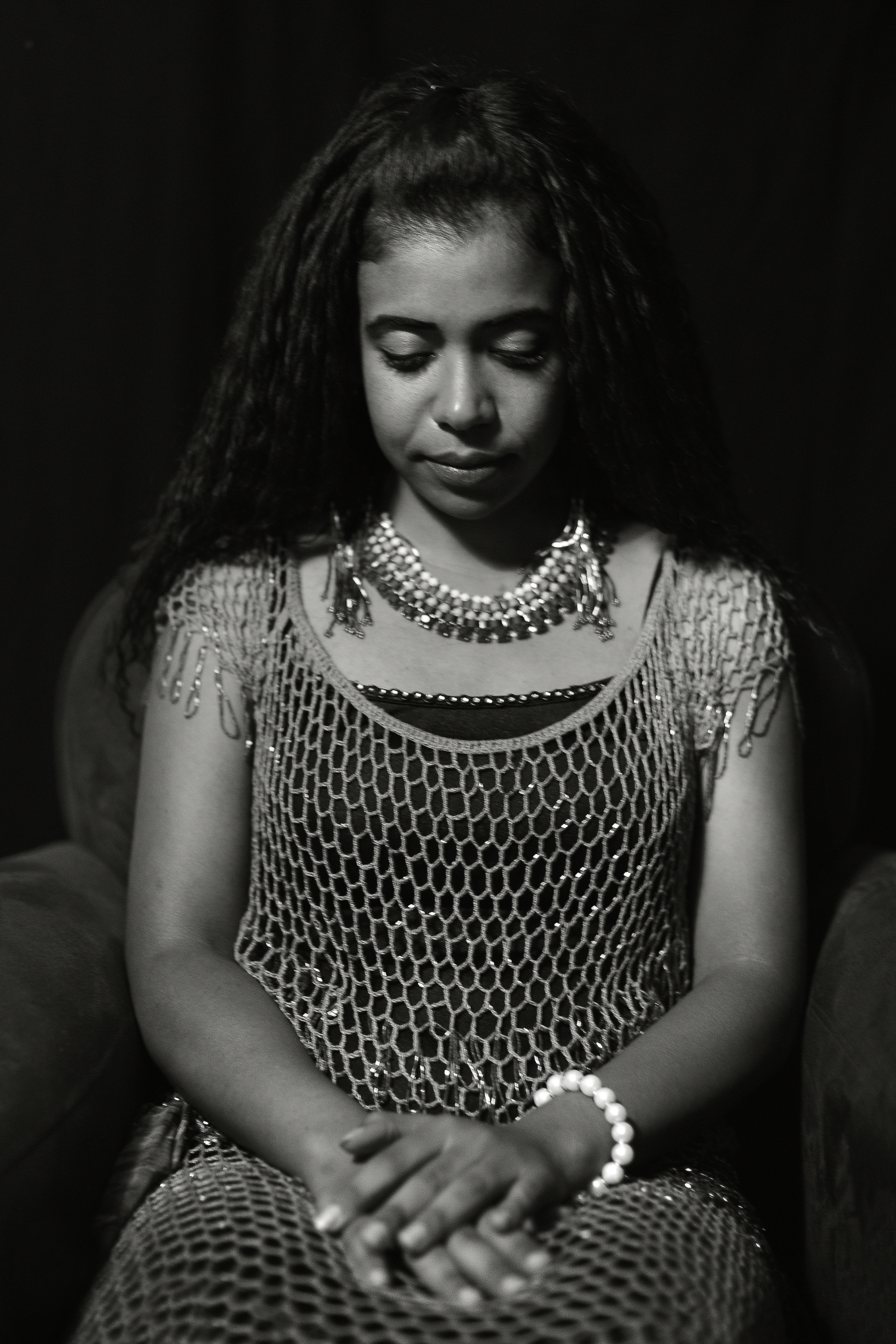
Hend Ahmed Hassan. Orange Blossom. 2015

Après deux cassettes audio auto-produites, leur premier album, Orange Blossom, sort en mai 1997 sur le label Prikosnovénie et se vend à 15 000 exemplaires[réf. nécessaire]. Avant la sortie du second album, le groupe subit plusieurs influences, notamment dans le domaine des musiques ethniques et traditionnelles.
Ils rencontrent et collaborent avec plusieurs artistes étrangers, comme le percussionniste ivoirien Fatoma Dembélé de la troupe du Yelemba d'Abidjan ou le collectif égyptien Ganoub, avant de se lancer dans une tournée en Égypte, en France et en Belgique. Mais, le chanteur Jay C. n'adhère plus à ces influences et se sépare du groupe en 2000 pour créer Prajna. En 2001, Mathias Vaguenez (percussionniste) , Leïla Bounous (chanteuse franco-algérienne) et Gilles Gras (violoniste classique et arrangeur) se joignent aux deux autres musiciens.
Le groupe travaille durant deux ans sur un nouvel album, Everything Must Change, qui est sorti le 28 février 2005 sur le label Bonsaï Music. Cet album plaît notamment à Robert Plant, chanteur de Led Zeppelin, qui propose au groupe de faire la première partie de la tournée du groupe britannique pour une quinzaine de concerts,. De nouvelles dissensions dans le groupe apparaissent à l'issue de la tournée qui suit la publication de l'album conduisant finalement au départ de Leïla Bounous.

### Troisième opus etKabullywood

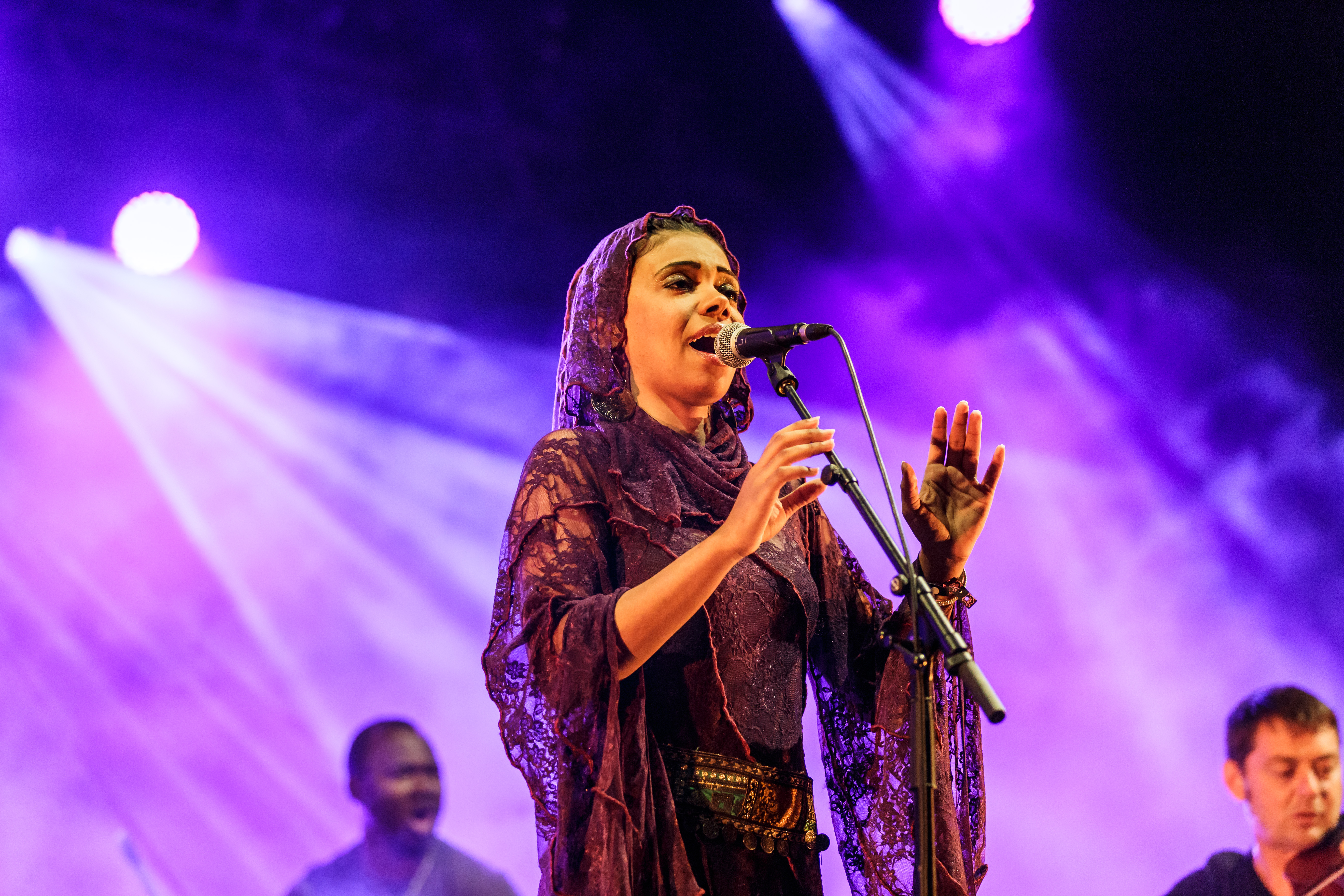
Hend Ahmed Hassan lors du concert d'Orange Blossom au festival de Buguélès en 2016.

À partir de l'été 2012, le groupe se compose de Carlos Robles Arenas (batterie, machine), PJ Chabot (violon), Hend Ahmed Hassan – une chanteuse classique syrienne formée à l'Institut de musique arabe, à laquelle le groupe confie l'écriture des paroles des nouveaux titres,, –, Rasim Biyikli (clavier), Sylvain Corbard (basse), Fatoma Dembélé (percussions). Ensemble, ils peaufinent les compositions (dont les textes sont confiés à Hend Ahmed Hassanet les arrangements ainsi que les prises studio de violon à Gilles Gras, violoniste classique) pour publier en septembre 2014, sur le label Washi Washa, leur troisième album en vingt ans de carrière, Under the Shade of Violets, qui s'inscrit dans la lignée du précédent opus.
Le groupe signe ensuite la bande originale du long métrage Kabullywood de Louis Meunier, film présenté lors du festival de Hambourg de 2017, puis sorti en France en 2019. Par ailleurs, deux de leurs chansons sont ensuite reprises par la série Marseille (diffusée sur Netflix), dont le titre Ya Sîdî constitue de plus le générique.

### Spells From The Drunken Sirens
Le 15 mars 2024 sort le quatrième album du groupe, Spells From The Drunken Sirens, sortie fêtée la veille, le 14 mars, au Bataclan.
Cette nouvelle tournée révèle le départ de la chanteuse Hend Ahmed, remplacée par la réfugiée syrienne Maria Hassan , sans aucune communication à ce propos et à la surprise de certains fans qui la découvrent en direct.